# Bhabinipur
Bhabinipur es una ciudad censal situada en el distrito de Ganjam en el estado de Odisha (India). Su población es de 10411 habitantes (2011). Se encuentra a 57 km de Brahmapur y a 114 km de Bhubaneswar.

## Demografía
Según el censo de 2011 la población de Bhabinipur era de 10411 habitantes, de los cuales 5325 eran hombres y 5086 eran mujeres. Bhabinipur tiene una tasa media de alfabetización del 85,42%, inferior a la media estatal del 72,87%: la alfabetización masculina es del 91,71%, y la alfabetización femenina del 78,82%.